# 菲爾德足球會
菲爾德足球會（英語：Association Football Club Fylde），是一間來自英格蘭蘭開夏的球會，在1988年Kirkham Town和Wesham合併後最初被稱為Kirkham＆Wesham，在球會贏得英格蘭足總瓶後於2008年採用現在的名字，他們目前是英格蘭全國第五級聯賽的成員，並在韋斯漢姆的米爾農場參加比賽，現時在英格蘭全國第五級聯賽角逐。

## 外部連結
- 菲爾德足球會官方網站 （页面存档备份，存于）